# Ovidio Lari
Ovidio Lari (* 2. Januar 1919 in Fabbrica di Peccioli in der Provinz Pisa, Italien; † 2. Februar 2007) war Bischof von Aosta im italienischen Aostatal.

## Leben
Ovidio Lari empfing am 10. August 1941 die Priesterweihe. 1968 wurde er von Paul VI. zum Bischof des Bistums Aosta ernannt. 1994 wurde seinem Rücktrittsgesuch Johannes Paul II. stattgegeben.